# سباق الدراجات على الطريق للرجال 2015
سباق الدراجات على الطريق للرجال 2015 هي السباقات التي أقامها الاتحاد الدولي للدراجات في العام 2015 للرجال.

## بطولة العالم
عقدت بطولة العالم لسباق الدراجات على الطريق 2015 في ريتشموند (فيرجينيا)، الولايات المتحدة، من 19 إلى 27 سبتمبر 2015.
| السباق                 | التاريخ   | الفائز                    | الثاني                    | الثالث                     | مرجع  |
| ---------------------- | --------- | ------------------------- | ------------------------- | -------------------------- | ----- |
| الطريق ضد الساعة للفرق | سبتمبر 20 | بي إم سي راسينغ تيم (USA) | إيتكس - كويك ستب (BEL)    | موفيستار تيم (ESP)         | [ 1 ] |
| سباق الطريق ضد الساعة  | سبتمبر 23 | فاسيل كريانكا (BLR)       | أدريانو مالوري (ITA)      | جيروم كوبل (FRA)           | [ 2 ] |
| سباق الطريق المداري    | سبتمبر 27 | بيتر ساجان (SVK)          | مايكل ماثيوز (دراج) (AUS) | راموناس نافاردوساكاس (LIT) | [ 2 ] |

## الطوافات الكبرى
| السباق               | التاريخ             | الفائز                 | الثاني                | الثالث                   | مرجع  |
| -------------------- | ------------------- | ---------------------- | --------------------- | ------------------------ | ----- |
| طواف إيطاليا 2015    | 9 – 31 مايو         | ألبيرتو كونتادور (ESP) | فابيو آرو (ITA)       | مايكل اندا (ESP)         | [ 3 ] |
| سباق طواف فرنسا 2015 | 4 – 26 يوليو        | كريس فروم (GBR)        | نيرو كوينتانا (COL)   | أليخاندرو بالبيردي (ESP) | [ 4 ] |
| طواف إسبانيا 2015    | 22 أغسطس و13 سبتمبر | فابيو آرو (ITA)        | خواكيم رودريغيث (ESP) | رافال مايكا (POL)        | [ 5 ] |

## طواف العالم
| السباق                              | التاريخ              | الفائز                            | الثاني                               | الثالث                          | مرجع   |
| ----------------------------------- | -------------------- | --------------------------------- | ------------------------------------ | ------------------------------- | ------ |
| داون أندر 2015                      | 20-25 يناير          | روهان دنيس (أستراليا)             | ريتشي بورت (أستراليا)                | كاديل إفانز (أستراليا)          | [ 6 ]  |
| باريس-نايس 2015                     | 8-15 مارس            | ريتشي بورت (أستراليا)             | ميكال كوياتكووسكي (دراج) (بولندا)    | سيمون سبيلاك (سلوفينيا)         |        |
| تيرينو ادرياتيكو 2015               | 11-17 مارس           | نيرو كوينتانا (كولومبيا)          | باوك موليما (هولندا)                 | ريغوبيرتو أوران (كولومبيا)      |        |
| ميلان-سان ريمو 2015                 | 22-مارس              | جون ديجينكولب (ألمانيا)           | ألكسندر كريستوف (النرويج)            | مايكل ماثيوز (دراج) (أستراليا)  |        |
| فولتا كاتالونيا 2015                | 23- 29 مارس          | ريتشي بورت (أستراليا)             | أليخاندرو بالبيردي (إسبانيا)         | دومينيكو بوزوفيفو (إيطاليا)     |        |
| إي ثري هاريل بيك 2015               | 27-مارس              | جيرانت توماس (المملكة المتحدة)    | زدينيك شتيبار (التشيك)               | ماتيو ترينتين (إيطاليا)         |        |
| غنت-وفلجم 2015                      | 29-مارس              | لوكا باوليني (إيطاليا)            | نيكي تيربسترا (هولندا)               | جيرانت توماس (المملكة المتحدة)  |        |
| طواف فلاندرز 2015                   | 5-أبريل              | ألكسندر كريستوف (النرويج)         | نيكي تيربسترا (هولندا)               | جريج فان أفرمت (بلجيكا)         |        |
| طواف إقليم الباسك 2015              | 6-11 أبريل           | خواكيم رودريغيث (إسبانيا)         | سيرجيو هيناو (كولومبيا)              | جون ازقيراي (إسبانيا)           | [ 7 ]  |
| باريس روبيكس 2015                   | 12-أبريل             | جون ديجينكولب (ألمانيا)           | زدينيك شتيبار (التشيك)               | جريج فان أفرمت (بلجيكا)         | [ 8 ]  |
| سباق أمستل الذهبي 2015              | 19-أبريل             | ميكال كوياتكووسكي (دراج) (بولندا) | أليخاندرو بالبيردي (إسبانيا)         | مايكل ماثيوز (دراج) (أستراليا)  | [ 9 ]  |
| فليش والون 2015                     | 22-أبريل             | أليخاندرو بالبيردي (إسبانيا)      | جوليان ألافيليب (فرنسا)              | مايكل ألباسيني (سويسرا)         | [ 10 ] |
| لييج-باستون-لييج 2015               | 26-أبريل             | أليخاندرو بالبيردي (إسبانيا)      | جوليان ألافيليب (فرنسا)              | خواكيم رودريغيث (إسبانيا)       | [ 11 ] |
| طواف روماندي 2015                   | 28 أبريل-3 مايو      | النر زكرين (روسيا)                | سيمون سبيلاك (سلوفينيا)              | كريس فروم (المملكة المتحدة)     | [ 12 ] |
| طواف إيطاليا 2015                   | 9- 31 مايو           | ألبيرتو كونتادور (إسبانيا)        | فابيو آرو (إيطاليا)                  | مايكل اندا (إسبانيا)            |        |
| كريثيديا دو دوفين 2015              | 7- 14 يونيو          | كريس فروم (المملكة المتحدة)       | تجي فان جارد إرين (الولايات المتحدة) | روي كوستا (دراج) (البرتغال)     |        |
| طواف سويسرا 2015                    | 13- 21 يونيو         | سيمون سبيلاك (سلوفينيا)           | جيرانت توماس (المملكة المتحدة)       | توم دومولين (هولندا)            |        |
| سباق طواف فرنسا 2015                | 4- 26 يوليو          | كريس فروم (المملكة المتحدة)       | نيرو كوينتانا (كولومبيا)             | أليخاندرو بالبيردي (إسبانيا)    | [ 4 ]  |
| طواف سان سيباستيان 2015             | 1-أغسطس              | آدم ييتس (دراج) (المملكة المتحدة) | فيليب جيلبير (بلجيكا)                | أليخاندرو بالبيردي (إسبانيا)    |        |
| طواف بولندا 2015                    | 2-8 أغسطس            | جون ازقيراي (إسبانيا)             | دي كليرك بارت (بلجيكا)               | بن هيرمانز (بلجيكا)             | [ 13 ] |
| طواف إينكو 2015                     | 10- 16 أغسطس         | تيم فيلانز (بلجيكا)               | جريج فان أفرمت (بلجيكا)              | ويلكو كيليرمان (هولندا)         | [ 14 ] |
| طواف إسبانيا 2015                   | 22 أغسطس - 13 سبتمبر | فابيو آرو (إيطاليا)               | خواكيم رودريغيث (إسبانيا)            | رافال مايكا (بولندا)            | [ 5 ]  |
| طواف فاتينفول 2015                  | 23-أغسطس             | أندريه جريبيل (ألمانيا)           | ألكسندر كريستوف (النرويج)            | جياكومو نيزولو (إيطاليا)        | [ 15 ] |
| جي بي واست-فرنسا 2015               | 30-أغسطس             | ألكسندر كريستوف (النرويج)         | سيمون بونزي (إيطاليا)                | راموناس نافاردوساكاس (ليتوانيا) |        |
| جائزة كيبيك الكبرى للدراجات 2015    | 11-سبتمبر            | ريغوبيرتو أوران (كولومبيا)        | مايكل ماثيوز (دراج) (أستراليا)       | ألكسندر كريستوف (النرويج)       | [ 16 ] |
| جائزة مونتريال الكبرى للدراجات 2015 | 13-سبتمبر            | تيم فيلانز (بلجيكا)               | Adam Yates (المملكة المتحدة)         | روي كوستا (دراج) (البرتغال)     |        |
| طواف لومبارديا 2015                 | 4-أكتوبر             | فينتشينزو نيبالي (إيطاليا)        | دانييل مورينو (إسبانيا)              | تيبو بينو (فرنسا)               |        |

## تصنيف 2.HC
| السباق                     | التاريخ           | الفائز                    | الثاني                     | الثالث                    | مرجع   |
| -------------------------- | ----------------- | ------------------------- | -------------------------- | ------------------------- | ------ |
| طواف دبي 2015              | فبراير 4 – 7      | مارك كافنديش (GBR)        | جون ديجينكولب (GER)        | خوان خوسيه لوباتو (ESP)   | [ 17 ] |
| طواف قطر 2015              | فبراير 8 – 13     | نيكي تيربسترا (NED)       | ماسيج بودنار (POL)         | ألكسندر كريستوف (NOR)     |        |
| طواف عمان 2015             | فبراير 17 – 22    | رافائيل فالس (ESP)        | تجي فان جارد إرين (USA)    | أليخاندرو بالبيردي (ESP)  |        |
| طواف لانكاوي 2015          | مارس 8 – 15       | يوسف رجويجوي (ALG)        | فاليريو أجنولي (ITA)       | سباستيان هيناو (COL)      |        |
| طواف لايغويليا 2015 ‏       | مارس 28 – 29      | جان كريستوف بيراود (FRA)  | تيبو بينو (FRA)            | فابيو فلين (ITA)          |        |
| ثلاثة أيام من دي بان 2015  | مارس 31 – أبريل 2 | ألكسندر كريستوف (NOR)     | ستيجن ديفولدير (BEL)       | برادلي ويغينز (GBR)       |        |
| جيرو ديل ترينتينو 2015     | أبريل 21 – 24     | ريتشي بورت (AUS)          | مايكل اندا (ESP)           | ليوبولد كونيغ (CZE)       |        |
| طواف تركيا 2015            | أبريل 26 – مايو 3 | كريستييان وراسيك (CRO)    | إدواردو سيبولفيدا (ARG)    | جاي مكارثي (AUS)          |        |
| أربعة أيام من دونكيرك 2015 | مايو 6 – 10       | إجناتاس كونوفالوفاس (LTU) | بريان كوكار (FRA)          | Alo Jakin ‏ (EST)          |        |
| طواف كاليفورنيا 2015       | مايو 10 – 17      | بيتر ساجان (SVK)          | جوليان ألافيليب (FRA)      | سيرجيو هيناو (COL)        |        |
| طواف بايرن 2015            | مايو 13 – 17      | اليكس داوست (GBR)         | تياجو ماتشادو (POR)        | جان بارتا (CZE)           |        |
| طواف النرويج 2015          | مايو 20 – 24      | يسبر هانسن (دراج) (DEN)   | إيدفالد بواسون هاغن (NOR)  | ديفيد لوبيز (ESP)         |        |
| طواف بلجيكا 2015           | مايو 27 – 31      | جريج فان أفرمت (BEL)      | تيسج بنوت (BEL)            | Gaëtan Bille ‏ (BEL)       |        |
| طواف لوكسمبورغ 2015        | يونيو 3 – 7       | لينوس جيرديمان (GER)      | Marc de Maar ‏ (NED)        | هووب دين (NED)            |        |
| طواف النمسا 2015           | يوليو 5 – 12      | فيكتور دي لا بارتي (ESP)  | بن هيرمانز (BEL)           | جان هيرت (CZE)            |        |
| طواف بحيرة تشينغهاي 2015   | يوليو 5 – 18      | رادوسلاف روجينا (CRO)     | حسين علي زاده (دراج) (IRN) | Francisco Colorado ‏ (COL) |        |
| طواف الوني 2015            | يوليو 25 – 29     | نيكي تيربسترا (NED)       | فكتور كامبنارتس (BEL)      | سيرغي لاجوتين (RUS)       |        |
| طواف يوتا 2015             | أغسطس 3 – 9       | جو دومبروفسكي (USA)       | مايكل وودز (دراج) (CAN)    | برنت بوكوالتر (USA)       |        |
| طواف برغش 2015             | أغسطس 4 – 8       | رين تاراما (EST)          | ميشيل سكاربوني (ITA)       | دانييل مورينو (ESP)       |        |
| طواف الدنمارك 2015         | أغسطس 4 – 8       | كريستوفر جول جينسين (DEN) | لارس باك (DEN)             | ماركو ماركاتو (ITA)       |        |
| سباق النرويج 2015          | أغسطس 13 – 16     | رين تاراما (EST)          | سيلفان ديلير (SUI)         | النر زكرين (RUS)          | [ 18 ] |
| يو إس إيه برو تشالنج 2015  | أغسطس 17 – 23     | روهان دنيس (AUS)          | برنت بوكوالتر (USA)        | روب بريتون (CAN)          | [ 19 ] |
| طواف بريطانيا 2015         | سبتمبر 6 – 13     | إيدفالد بواسون هاغن (NOR) | ووت بويلس (NED)            | أوين دول (GBR)            | [ 20 ] |
| طواف هاينان                | أكتوبر 20 – 28    | ساشا مودولو (ITA)         | أندري زيتز (KAZ)           | جوليان الفارس (FRA)       | [ 21 ] |

## تصنيف 1.HC
| السباق                       | التاريخ   | الفائز                 | الثاني                    | الثالث                   | مرجع   |
| ---------------------------- | --------- | ---------------------- | ------------------------- | ------------------------ | ------ |
| تروفيو لايقويليا 2015        | فبراير 19 | دافيد سيمولاي (ITA)    | فرانسيسكو جافازي (ITA)    | Alexey Tsatevich ‏ (RUS)  |        |
| طواف نيوشبلاد 2015           | فبراير 28 | إيان ستانارد (GBR)     | نيكي تيربسترا (NED)       | توم بونن (BEL)           |        |
| غران بريمو دي لوغانو 2015    | مارس 1    | نيكولو بونيفازيو (ITA) | فرانسيسكو جافازي (ITA)    | Matteo Montaguti ‏ (ITA)  |        |
| ستراد بينك 2015              | مارس 7    | زدينيك ستيبار (CZE)    | جريج فان أفرمت (BEL)      | أليخاندرو بالبيردي (ESP) |        |
| طواف نوبيلي ‏                 | مارس 19   | جياكومو نيزولو (ITA)   | سيمون بونزي (ITA)         | ماركو هالر (AUT)         |        |
| فلاندرز                      | مارس 26   | Jelle Wallays ‏ (BEL)   | إدوارد ثيونس (BEL)        | ديلان فان بارلي (NED)    |        |
| شيلدبرايش                    | أبريل 8   | ألكسندر كريستوف (NOR)  | إدوارد ثيونس (BEL)        | يوهيني هوتاروفيتش (BLR)  |        |
| برابانتس بييل                | أبريل 15  | بن هيرمانز (BEL)       | مايكل ماثيوز (دراج) (AUS) | فيليب جيلبير (BEL)       |        |
| غروسر برايس ديس كانتونس أرجو | يونيو 11  | ألكسندر كريستوف (NOR)  | مايكل ألباسيني (SUI)      | Davide Appollonio ‏ (ITA) |        |
| رايد لندن                    | أغسطس 2   | جيمبي دراكر (LUX)      | مايك تيونسين (NED)        | بن سويفت (GBR)           |        |
| دراجات بروكسل الكلاسيكية     | سبتمبر 5  | ديلان جروينويغن (NED)  | روي يانس (BEL)            | توم بونن (BEL)           |        |
| جي بي دي فورميس              | سبتمبر 6  | فابيو فلين (ITA)       | توم بونن (BEL)            | ناصر بوهاني (FRA)        |        |
| Grote Prijs Raymond Impanis ‏ | سبتمبر 19 | شون دي بي (BEL)        | ديميتري كلايس (BEL)       | Floris Gerts ‏ (NED)      |        |
| طواف فيرزين 2015             | سبتمبر 30 | فينتشينزو نيبالي (ITA) | Sergey Firsanov ‏ (RUS)    | جياكومو نيزولو (ITA)     |        |
| ميلانو-تورينو 2015           | أكتوبر 1  | دييغو روزا (ITA)       | رافال مايكا (POL)         | فابيو آرو (ITA)          |        |
| غران بيمونتي 2015            | أكتوبر 2  | يان باكيلانتس (BEL)    | ماتيو ترينتين (ITA)       | سوني كولبريلي (ITA)      |        |
| طواف مونستر                  | أكتوبر 3  | توم بونن (BEL)         | روي يانس (BEL)            | نيكياس أرندت (GER)       |        |
| طواف إيميليا                 | أكتوبر 10 | يان باكيلانتس (BEL)    | Andrea Fedi ‏ (ITA)        | انجيل مادرازو (ESP)      |        |
| Gran Premio Bruno Beghelli ‏  | أكتوبر 11 | سوني كولبريلي (ITA)    | مانويل بيليتي (ITA)       | روبرتو فيراري (ITA)      |        |
| طواف باريس                   | أكتوبر 11 | ماتيو ترينتين (ITA)    | توش فان دير ساندي (BEL)   | جريج فان أفرمت (BEL)     |        |
| كأس اليابان للدراجات         | أكتوبر 18 | باوك موليما (NED)      | دييغو يليسي (ITA)         | يوكيا أراشيرو (JPN)      | [ 22 ] |

## طوافات الاتحاد الدولي للدراجات
| السباق                    | البطل الفردي         | فريق البطل الفردي   | بطل الفرق           | البلد البطل |
| ------------------------- | -------------------- | ------------------- | ------------------- | ----------- |
| طواف العالم للدراجات 2015 |                      |                     |                     |             |
| طواف أفريقيا للدراجات     |                      |                     |                     |             |
| طواف أمريكا للدراجات      |                      |                     |                     |             |
| طواف آسيا للدراجات 2015   |                      |                     |                     |             |
| طواف أوروبا للدراجات 2015 |                      |                     |                     |             |
| طواف أوقيانوسيا للدراجات  | Taylor Gunman ‏ (NZL) | Avanti Racing Team ‏ | Avanti Racing Team ‏ | نيوزيلندا   |

## ألعاب

### ألعاب الجزر
| السباق                      | الفائز                         | الثاني              | الثالث              |
| --------------------------- | ------------------------------ | ------------------- | ------------------- |
| سباق الطريق                 | ميكيل ريم (ساريما)             | Nathan Draper (IOM) | Torkil Veyhe (FRO)  |
| سباق ضد الساعة              | Torkil Veyhe (FRO)             | Edvard Perry (IOM)  | Nathan Draper (IOM) |
| سباق الطريق للفرق           | جزيرة مان                      | سار (مقاطعة)        | جيرزي               |
| سباق الطريق ضد الساعة للفرق | جزيرة مان                      | جيرزي               | جزر فارو            |
| معيار وسط المدينة           | Dominique (Sidney) Mayho (BER) | Nathan Draper (IOM) | Leon Mazzone (IOM)  |